# Витченко, Дмитрий Иванович
Дмитрий Иванович Витченко (укр. Вітченко Дмитро Іванович; 26 мая 1937 — 16 октября 2020) — советский и украинский театральный актёр, Народный артист Украины (2005).

## Биография
Родился 26 мая 1937 года в Луганске. Отец - фронтовик Великой Отечественной войны, погиб в 1942 году на Миус-фронте.
Окончил Государственный институт театрального искусства им. А. Луначарского (заочное отделение) в 1965 году.
На сцене выступал с 1955 года: до 1960 года и с 1963 года — в труппе Луганского областного русского драматического театра. В 1960—1963 годах был артистом Донецкого областного русского драматического театра (город Мариуполь). За годы творческой деятельности сыграл более 200 ролей. Наиболее известные театральные работы: Васков («А зори здесь тихие» Б. Васильева), Нил («Мещане» М. Горького), Кузовкин («Нахлебник» И. Тургенева), Ленин («Именем революции» М. Шатрова), Леня Шиндин («Мы, нижеподписавшихся» А. Гельмана), Кебот («Любовь под вязами» Ю. О’Нила). Неоднократно исполнял роль Ленина. Также сыграл несколько ролей в кино.
С 2004 преподавал в Луганской государственной академии культуры и искусств, профессор кафедры театрального искусства.
В 2014 году отказался переезжать на Украину и остался в ЛНР. Продолжил работать в театре, в 2017 году снова исполнил роль Ленина в постановке Т. Дремовой «Ленин в 17 году».

## Семья
Вдова — актриса Светлана Сиротюк-Витченко (род. 1941), сын — актёр Сергей Витченко (1968—2015).

## Фильмография
- 2000 — Потерянный рай — Ленин
- 1993 — Ленин в огненном кольце (Украина) — В. И. Ленин
- 1987 — Государственная граница. Фильм «За порогом победы» — стенографист
- 1983 — Провал операции «Большая Медведица»
- 1961 — Случай в гостинице (короткометражный) — Микола

## Награды
- Заслуженный артист Украинской ССР (1972).
- Народный артист Украины (2005).
- Лауреат премии Комсомола Украины им. Н. Островского и областной комсомольской премии им. Молодой гвардии (за исполнение роли Сергея Петрова в спектакле «Всем смертям назло» Владислава Титова).
- Премия Национального союза театральных деятелей Украины имени Крушельницкого (2006 год).
- 14 июня 2022 года Мемориальная доска в его честь была установлена на доме в Луганске, где проживал актер.